# Amerikaanse cockerspaniël
De Amerikaanse cockerspaniël is een hondenras dat in de Verenigde Staten is ontstaan door de import van spaniëls uit Groot-Brittannië. Vanaf de jaren dertig was de Amerikaanse variant zo verschillend van de Engelse voorouders dat deze een aparte rasstatus kreeg.
De Amerikaanse cocker weegt tussen 11 en 13 kg, en de schofthoogte is maximaal 38 cm. Er zijn verschillende kleuren en combinaties mogelijk: zwart, chocolade, rood, buff, crème, zand en meerkleurig.
De typische kenmerken van de cocker zijn dat ze zeer koppig en nieuwsgierig kunnen zijn. Daarom moet het baasje een vaste hand hebben. Als de cocker een goede opvoeding heeft gehad, zijn het zeer aangename beestjes. Ze vinden het leuk om actief te zijn met hun baasje(s).
De tegenhanger van de Amerikaanse Cocker Spaniel is de Engelse Cocker Spaniel.
Amerikaanse cockerspaniël ·
Amerikaanse waterspaniël ·
Barbet ·
Chesapeake Bayretriever ·
Clumberspaniël ·
Curly-coated retriever ·
Duitse wachtelhond ·
Engelse cockerspaniël ·
Engelse springerspaniël ·
Fieldspaniël ·
Flat-coated retriever ·
Golden retriever ·
Ierse waterspaniël ·
Kooikerhondje ·
Labrador-retriever ·
Lagotto romagnolo ·
Nova Scotia duck tolling retriever ·
Perro de agua español ·
Portugese waterhond ·
Sussex-spaniël ·
Welshe springerspaniël ·
Wetterhoun